# Simon Duggan
Simon Duggan nació el 13 de mayo de 1959 en Wellington, Nueva Zelanda.
Es miembro de la Australian Cinematographers Society (ACS).
Comenzó su carrera en Australia, en Ross Wood Film Studios, siendo “The Interview” su primer largometraje en 1998.
Su debut cinematográfico llegó en 2004 con la película “Yo, Robot”, un completo éxito de taquilla. Anteriormente había hecho películas a mucha menor escala, pero gracias a esta película, pudo trabajar otra vez con el director Alex Proyas, con quien ya trabajó dos años antes en la película indie “Días de Garaje”, en 2002.
A partir de ese momento, continuó realizando varias películas junto a él, y colaborando también con Len Wiseman.
Sus películas más famosas y reconocidas son “El Gran Gatsby”, “Hasta el Último Hombre”, “Yo, Robot”, “300: El Origen de un Imperio”, “Warcraft: El Origen” y “La Momia. La Tumba del Emperador Dragón”.
También ha trabajado como asistente de cámara con John Seale, Dean Semler y Peter James.
El ámbito en el que más trabajos ha realizado, aunque quizá el más desconocido, es el de la publicidad, trabajando con grandes marcas, como son Amazon, BMW, Samsung y Guinness, entre otras. Ha filmado más de 1500 anuncios comerciales, la mayoría dirigidos por Alex Proyas, David Denneen, Kinka Usha y Bruce Hunt.
Ha sido nominado por numerosos premios de Mejor Fotografía en organizaciones como el Círculo de Críticos de Cine de Australia, los Premios Satellite, St. Louis Film Critics Association, Cameriage, y muchos más.
Las dos películas más premiadas que ha tenido han sido “El Gran Gatsby” y “Hasta el Último Hombre”.
En cuanto a su trabajo como director de fotografía en anuncios también ha recibido gran cantidad de premios, entre los que destacan especialmente los Australian Cinematographers Society y los Australasian Television Awards, para marcas como Nike, Adidas, Volkswagen, Visa, Heineken y Mc Donald’s, además de muchas otras empresas prestigiosas.
Su último trabajado es la película “¿No es Romántico?”, estrenada en la plataforma de streaming, Netflix, este mismo año, 2019.